# Relaciones Fiyi-México
Las naciones de Fiyi y México establecieron relaciones diplomáticas en 1975. Ambas naciones son miembros de las Naciones Unidas.

## Historia
Fiyi y México establecieron relaciones diplomáticas el 31 de agosto de 1975. México pronto acreditó su embajada en Canberra, Australia a Fiyi. Las relaciones entre Fiyi y México han sido limitadas, teniendo lugar principalmente en foros multilaterales, como en las Naciones Unidas.
En abril de 2014, el ministro de Relaciones Exteriores de Fiyi, Inoke Kubuabola, realizó una visita a México para asistir a la primera reunión de Alto Nivel de la Alianza Global para la Cooperación Eficaz al Desarrollo (GPEDC) celebrada en la Ciudad de México. En enero de 2017, un grupo de 17 Senadores mexicanos, encabezado por el senador Manuel Cavazos Lerma, asistió a la 25.ª Reunión Anual del Foro Parlamentario Asia Pacífico (APPF) celebrado en Suva, Fiyi.
En 2023, ambas naciones celebraron 48 años de relaciones diplomáticas.

## Visitas de alto nivel
Visitas de alto nivel de Fiyi a México
- Ministro de Relaciones Exteriores Inoke Kubuabola (2014)

Visitas de alto nivel de México a Fiyi
- Senador Manuel Cavazos Lerma (2017)

## Comercio
En 2023, el comercio entre Fiyi y México ascendió a $7.9 millones de dólares. Las principales exportaciones de Fiyi a México incluyen: agua potable (Fiji Water); pescado y caviar, madera, discos y cintas para grabación de sonido. Las principales exportaciones de México a Fiyi incluyen: cuchillos y navajas; estufas, parrillas y cocinas; perfumería, jabón, teléfonos y teléfonos móviles, y bombas de aire.

## Misiones diplomáticas
- Fiyi está acreditado ante México a través de su embajada en Washington D. C., Estados Unidos.[5]
- México está acreditado ante Fiyi a través de su embajada en Canberra, Australia y mantiene un consulado honorario en Suva.[6]